# Raymond Martin
Raymond Martin (nascido em 22 de maio de 1949) é um ex-ciclista francês de ciclismo de estrada. No Tour de France 1980 ele terminou em terceiro no geral e ganhou a camisa de bolinhas. Sua única aparição olímpica foi em Munique 1972, onde competiu na prova de estrada individual, no entanto ele não terminou a corrida.